# Créteil - Préfecture (métro de Paris)
Créteil - Préfecture est une station de la ligne 8 du métro de Paris, située sur la commune de Créteil.

## Histoire

La station de métro en arrière-plan.

La station, établie en extérieur, est ouverte le 10 septembre 1974. Comme son nom l'indique, elle permet d'accéder à la préfecture du Val-de-Marne, située à environ 750 mètres. 
Elle porte comme sous-titre Hôtel de Ville, bien que l'Hôtel de ville de Créteil se situe à plus de 600 mètres et nécessite de traverser le centre commercial Créteil Soleil.
La station est le terminus de la ligne entre 1974 et 2011, année d'ouverture de la station Pointe du Lac qui permet de relier le stade de l'équipe de Créteil à la capitale.
En 2019, 4 663 191 voyageurs sont entrés à cette station ce qui la place à la 91e position des stations de métro pour sa fréquentation.
En 2020, avec la crise du Covid-19, 2 778 189 voyageurs sont entrés dans cette station ce qui la place à la 62e position des stations de métro pour sa fréquentation.
En 2021, la fréquentation remonte progressivement, avec 3 330 602 voyageurs qui sont entrés dans cette station ce qui la place à la 92e position des stations de métro pour sa fréquentation.

## Services aux voyageurs

### Accès

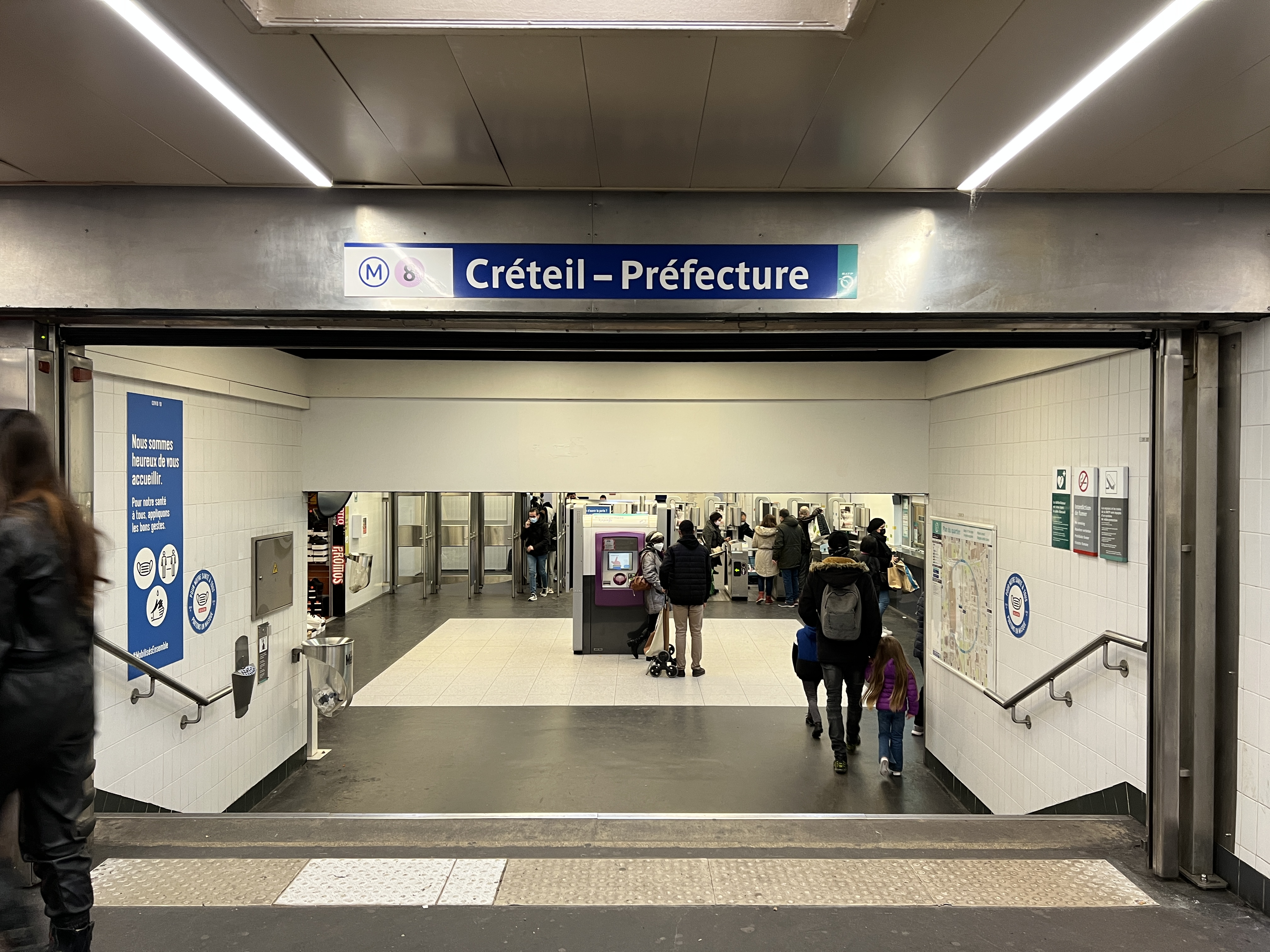
Accès unique de la station.

La station est accessible via une passerelle piétonne reliant le centre commercial Créteil Soleil et l'avenue du Docteur-Paul-Casalis.

### Quais
La station comporte trois voies encadrant deux quais en îlot, les trains circulant sur les deux voies latérales. Les sièges sont du style « Motte » de couleur bleue.

### Intermodalité
La station est desservie par les lignes 117, 181, 281 et 308 du réseau de bus RATP, par les lignes 428 et 451 du réseau de bus Marne et Seine et par la ligne 423 du réseau de bus du Pays Briard.

## À proximité
- Le centre commercial Créteil Soleil.
- Le lac de Créteil.
- L'Hôtel de préfecture du Val-de-Marne dont le bâtiment aux reflets cuivrés se dresse sur un tertre aménagé en jardin paysager. Le monument de la Déportation qui lui fait face est de Jean Cardot.
- La Maison des arts et de la culture de Créteil.